# Ley de Bioterrorismo de Estados Unidos

La llamada Ley de bioterrorismo dictada por el Gobierno Federal de los Estados Unidos, surge como consecuencia de los ataques que sufrió ese país el 11 de septiembre de 2001 y tiene como fin prevenir el ingreso de alimentos que podrían estar contaminados. Esta ley entró en vigencia el 12 de diciembre de 2003 y su cumplimiento está a cargo de la Administración de Alimentos y Medicamentos (Food and Drugs Administration, FDA en inglés) y de las aduanas de los Estados Unidos.
Los requerimientos que impone esta ley afectan a las exportaciones de muchos países a los Estados Unidos de América, aún sin los exportadores preparados adecuadamente para cumplir tales exigencias, aplicables a insumos alimenticios, suplementos dietéticos, frutas y vegetales frescos, productos lácteos, pescados y mariscos, bebidas, licores, animales vivos a ser procesados como alimentos y comida para animales.